# Élégie de Moscou
Pour plus de détails, voir Fiche technique et Distribution.
Élégie de Moscou (en russe : Московская элегия, Moskovskaya eleguiya) est un film documentaire sur le réalisateur soviétique Andreï Tarkovski réalisé par Alexandre Sokourov et sorti en 1988.

## Historique du film
Élégie de Moscou est tourné de 1986 à 1988 et fait partie d'une série de documentaires réunis sous le titre générique de « élégie », tous réalisés au Studio du Film documentaire de Léningrad. Le film aurait dû être réalisé pour marquer le cinquantième anniversaire de Tarkovski en 1982, toutefois des différents survenus au sein de l'Union des cinéastes de l'URSS au sujet du style du film et de son contenu ont longtemps interrompu les travaux.

## Sujet du film
Le film se compose essentiellement d'une narration faite par Sokourov au sujet des films de Tarkovski Le Miroir, Nostalghia, Voyage dans le temps et Le Sacrifice, ainsi que des séquences du tournage du Sacrifice. Sokourov a également tourné des séquences dans les diverses maisons et appartements où Tarkovski a vécu. À l'exception de quelques images d'archives, le film est entièrement en noir et blanc.
Le film, d'une durée de 88 minutes, est une perception subjective de l'identité et du destin historique de Tarkovski.
Tonino Guerra, coscénariste de Nostalghia figure également dans le documentaire.

## Fiche technique
- Titre original : Moskovskaya eleguiya (Московская элегия)
- Titre français : Élégie de Moscou
- Réalisation : Alexandre Sokourov
- Scénario :
- Photographie : Aleksandr Burov, Lyudmila Krasnova, Aleksey Naydyonov
- Montage : Tatyana Belousova, Lyudmila Feyginova, Leda Semyonova, Lida Volkova, Aleksandra Zhikhareva
- Musique :
- Production :
- Sociétés de production :
- Pays de production :
- Langue originale :
- Format :
- Genre : documentaire
- Durée : 88 minutes
- Dates de sortie : 1988

## Distribution
- Andreï Tarkovski : lui-même (images d'archives)
- Tonino Guerra : lui-même (images d'archives)
- Alexandre Sokourov : narrateur (voix)